# San Borja (distrito)
O distrito de San Borja é um dos quarenta e três distritos que formam a Província de Lima, pertencente a Região Lima, na zona central do Peru.
Prefeito: Carlos Alberto Tejada Noriega (2019-2022)

## Transporte
O distrito de San Borja não é servido pelo sistema de estradas terrestres do Peru, visto ser uma comuna urbana da Área Metropolitana de Lima
Também é servido pelo Metrô de Lima (estações Angamos, San Borja Sur, La Cultura)